# فستیوال موسیقی والنتینو
جشنوارهٔ موسیقی والنتینو (اسپانیایی: Festival de la Leyenda Vallenata‎) یکی از مهم‌ترین جشنواره‌های موسیقی در کلمبیا است. این جشنواره بهترین‌ها را در زمینهٔ آکوردئون، کاجا وایناتو و گواکاراکا، همچنین بهترین آهنگ‌ها و ترانه‌ها را معرفی می‌کند. این جشن هر ساله در ماه آوریل در شهر واییدوپار ناحیه سزار به مدت چهار روز برگزار می‌شود.